# Dryas recente

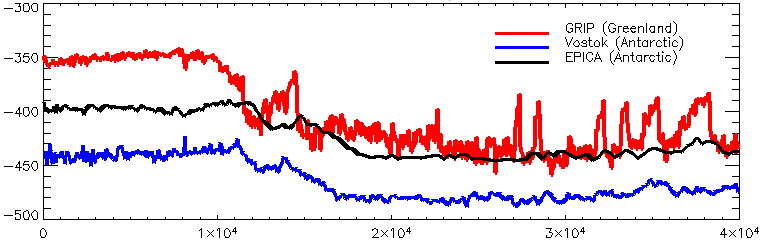
Três registos de temperatura, com a sequência GRIP (vermelho) mostrando claramente o evento designado Dryas recente há cerca de 11 000 anos

O Dryas recente, do nome da planta da flora alpina e da tundra Dryas octopetala, foi um breve período (aproximadamente 1300 ± 70 anos) de clima frio que se seguiu à fase interestadial Bölling/Allerød no final do Plistoceno há cerca de 12 700 a 11 500 anos, e que antecedeu o período pré-boreal do Holoceno inicial. Ele ocorreu no Hemisfério Norte com resfriamento abrupto ao longo de um intervalo de décadas, com temperaturas possivelmente chegando a 15 ° C mais frias do que as atuais.
O Dryas recente (GS1) é também um período climático de Blytt-Sernander detectado a partir de camadas de turfeiras no norte da Europa. A sua datação aponta para que tenha ocorrido há aproximadamente 12 900 - 11 500 anos (idade calibrada), ou há 11 000 - 10 000 anos (idade não calibrada). Um Dryas antigo precedeu o Allerød, cerca de 1000 anos antes do Dryas recente, e durou 300 anos.

## Mudança climática abrupta
Durante o Dryas recente ocorreu um regresso rápido a condições glaciais nas altitudes mais elevadas do hemisfério norte entre 12 900 e 11 500 anos antes do presente contrastando marcadamente com o aquecimento ocorrido durante a desglaciação interestadial que o precedeu. As transições ocorreram ao longo de um período de aproximadamente um decénio. Dados isotópicos, obtidos com argon e azoto termicamente fraccionados obtidos a partir do testemunho de gelo GISP2 extraído na Gronelândia, indicam que o ponto mais elevado da Gronelândia encontrava-se cerca de 15 °C mais frio durante o Dryas recente relativamente à temperatura actual. No Reino Unido, evidências sob a forma de fósseis de escaravelhos sugerem uma redução da temperatura média anual de aproximadamente 5 °C, e condições periglaciais prevaleceriam nas zonas mais baixas, enquanto que nas zonas mais elevadas se formavam campos de gelo e glaciares. Desde então, não se repetiu uma mudança climática repentina com esta magnitude, extensão e rapidez.

## Terá o Dryas recente sido um evento global?
A resposta a esta questão é dificultada pela falta de uma definição precisa do "Dryas recente" em todos os registos. Na Europa ocidental e na Gronelândia, o Dryas recente é um período frio bem definido e síncrono. No entanto, o arrefecimento no Atlântico Norte tropical pode ter antecedido este evento em algumas centenas de anos; na América do Sul o início está mais mal definido mas o seu final é bem visível. A Inversão Fria Antárctica parece ter começado alguns milhares de anos antes do Dryas recente e não apresenta nem início nem final bem definidos; Huybers argumentou que existe bastante confiança relativamente à ausência do Dryas recente na Antárctica, Nova Zelândia e partes da Oceania. De igual modo, o arrefecimento do hemisfério sul conhecido como Inversão Climática de Desglaciação (RCD) iniciou-se aproximadamente 1000 anos antes do Dryas recente, há entre 14 000 a 11 500 anos, como notado no testemunho de gelo Sajama. O clima andino regressou às condições do último máximo glacial com temperaturas mais baixas associadas a mais precipitação.
Na América do Norte ocidental os efeitos do Dryas recente terão sido menos intensos do que os sentidos na Europa, porém as evidências de re-avanço glaciar indicam um arrefecimento do noroeste da costa do Pacífico associado ao Dryas recente.
Outras características incluem:
- Substituição da floresta na Escandinávia por tundra glacial (o habitat da planta Dryas octopetala).
- Glaciação ou aumento da queda de neve nas cadeias montanhosas um pouco por todo o mundo.
- Formação de camadas de solifluxão e depósitos de loesse na Europa do Norte.
- Maior quantidade de poeiras na atmosfera, originária dos desertos asiáticos.
- Seca no Levante, talvez motivando a cultura natufiana a inventar a agricultura.
- A Inversão Fria Huelmo/Mascardi no hemisfério sul começou ligeiramente antes do Dryas recente e terminou ao mesmo tempo que este.

## Causas do Dryas recente
A teoria actualmente dominante diz que o Dryas recente foi causado por uma redução significativa ou mesmo paragem total da circulação termoalina do Atlântico Norte em consequência de um influxo súbito de água doce do lago Agassiz e do degelo da América do Norte. O clima global teria então ficado "trancado" no novo estado até a congelação remover a "tampa" de água doce do Atlântico Norte. Esta teoria não explica por que a América do Sul foi a primeira região a arrefecer.
Os términos de glaciações anteriores provavelmente não tiveram eventos do tipo do Dryas recente, sugerindo que qualquer que tenha sido o mecanismo desencadeante, este terá uma componente aleatória.
Há evidências que sugerem que o chamado impacto do Dryas recente, ocorrido há 12 900 anos na América do Norte, poderia ter iniciado o arrefecimento Dryas recente.

### Caverna de Hall
A Caverna de Hall tem um registro de sedimentos que se estende por mais de 20.000 anos, e ele começou a pesquisar a caverna em 2017. Cientistas descobriram que as evidências deixadas em camadas de sedimentos na Caverna de Hall eram quase certamente o resultado de erupções vulcânicas.  O trabalho destes cientistas mostra que a assinatura geoquímica associada ao evento de resfriamento não é única, mas ocorreu quatro vezes entre 9.000 e 15.000 anos atrás. Portanto, o gatilho para esse evento de resfriamento não veio do espaço. Evidências geoquímicas anteriores de um grande meteoro explodindo na atmosfera refletem um período de grandes erupções vulcânicas. No passado, uma erupção vulcânica havia sido considerada uma explicação possível, mas geralmente era descartada porque não havia impressão digital geoquímica associada.
A pesquisa mostra que, após a erupção de um vulcão, a propagação global de aerossóis reflete a radiação solar recebida para longe da Terra e pode levar ao resfriamento global pós-erupção por um a cinco anos, dependendo do tamanho e da escala de tempo da erupção. O clima da Terra pode estar em um ponto de inflexão no final da Dryas recente, possivelmente desde a descarga do lençol de gelo no Oceano Atlântico Norte, cobertura de neve aumentada e erupções vulcânicas poderosas que podem ter sido combinadas, levando a um intenso resfriamento do Hemisfério Norte. O resfriamento do Dryas recente durou cerca de 1.200 anos, portanto, concluiu a pesquisa,  uma única causa vulcânica eruptiva é um fator inicial importante, mas outras mudanças no sistema terrestre, como resfriamento dos oceanos e mais cobertura de neve, foram necessárias para sustentar esse período mais frio.

## O final do Dryas recente
Medições de isótopos de oxigénio do testemunho de gelo GISP2 sugerem que o fim do Dryas recente ocorreu ao longo de apenas 40 a 50 anos em três passos discretos, cada um com a duração de 5 anos. Outros dados indirectos, como a concentração de poeiras e a acumulação de neve, sugerem uma transição ainda mais rápida, requerendo um aquecimento de aproximadamente 7 °C em apenas alguns anos.
Determinou-se que o final do Dryas recente terá ocorrido há cerca de 11 500 anos (9600 a.C.), utilizando vários métodos, com resultados geralmente consistentes:
11530±50 -- testemunho de gelo GRIP, Gronelândia
11530+40-60 -- Lago Kråkenes, Noruega.
11570 -- Testemunho da bacia de Cariaco, Venezuela
11570 -- Dendrocronologia de carvalhos e pinheiros alemães
11640±280 -- testemunho de gelo, Gronelândia

## O Dryas recente e o princípio da agricultura
O Dryas recente é muitas vezes ligado à adopção da agricultura no Levante. Argumenta-se que o período frio e seco que foi o Dryas recente levou à diminuição da capacidade de carga da área, forçando a população sedentária natufiana a um padrão de subsistência mais móvel. Pensa-se que a deterioração adicional das condições climáticas terá conduzido ao cultivo de cereais. Apesar de existir um consenso relativo sobre o papel do Dryas na mudança dos padrões de subsistência dos natufianos, a sua ligação ao início da agricultura no final do período continua a ser debatida.